# Quebrada de la Cébila
La Quebrada de la Cébila es un surco de origen tectónico-fluvial ubicado a ambas faldas de la Sierra de Ambato, en el límite de las provincias de La Rioja y Catamarca en el noroeste argentino.
Su longitud es de más de 20 km en la que es atravesada por la Ruta Nacional 60 entre las localidades de Chumbicha (Catamarca) y Villa Mazán (La Rioja).
Es el paso obligado para acceder desde la capital provincial San Fernando del Valle de Catamarca, hacia las ciudades del oeste catamarqueño como Andalgalá, Pomán, Saujil, Tinogasta, Fiambalá, Londres y Belén.
- Datos: Q6094308